# Zechenbach
Zechenbach, heute als Zwota-Zechenbach bezeichnet, ist ein zur Ortschaft Zwota gehöriger Gemeindeteil der Stadt Klingenthal im sächsischen Vogtlandkreis. Der Ort kam mit der Gemeinde Zwota am 1. Januar 2013 zur Stadt Klingenthal.

## Geografie

### Lage
Zechenbach liegt im Südosten des sächsischen Teils des historischen Vogtlands im mittleren Teil des Klingenthaler Ortsteils Zwota. Der Ort wird im Norden vom Erzgebirge sowie im Süden vom Elstergebirge begrenzt. Höchster Berg in der näheren Umgebung ist mit 805 m ü. NN der westlich gelegene Hohe Brand. Die Häuser befinden sich im Tal des namensgebenden Zechenbachs bis zu seiner Mündung und hauptsächlich nördlich der Zwota. Bezüglich des Naturraums liegt der Ort am westlichen Rand des Westerzgebirges. Zechenbach gehört zum Naturpark Erzgebirge/Vogtland.

### Nachbarorte
|           | Kottenheide                                 |       |
| Oberzwota | Kompassrose, die auf Nachbargemeinden zeigt | Zwota |
|           | Landesgemeinde                              |       |

## Geschichte

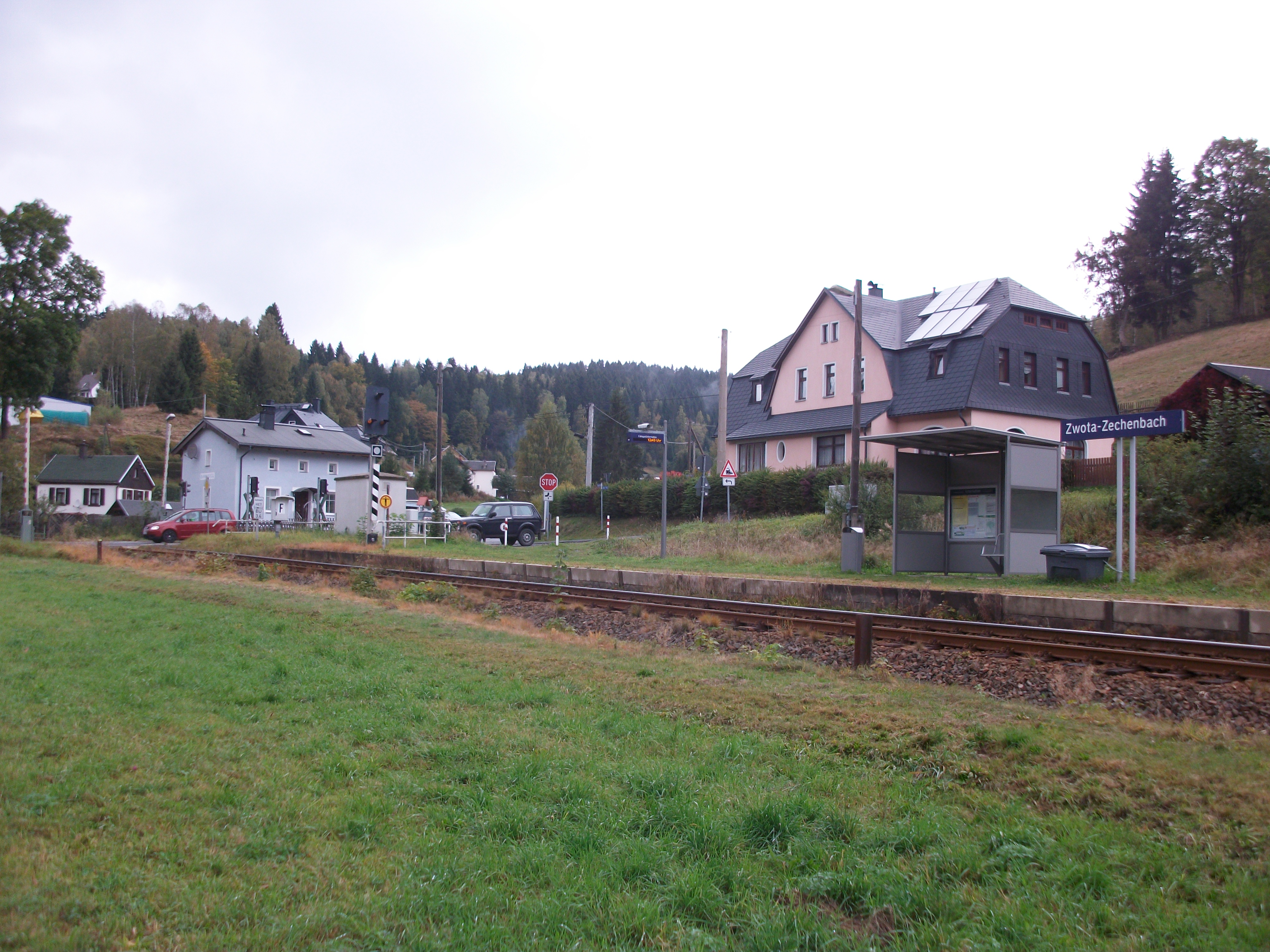
Haltepunkt Zwota-Zechenbach

Das Tal der Zwota und mit ihm auch Zechenbach wurde im 16. Jahrhundert besiedelt. Verbunden mit der Bergbautätigkeit wurde zu dieser Zeit der obere Zwotenhammer in Oberzwota und der untere Zwotenhammer in Zwota errichtet. Der Name „Zechenbach“ geht auf einen nördlichen Zufluss der Zwota zurück, der wiederum seinen Namen von einer ehemaligen Zeche erhielt. Abgebaut wurden hier vermutlich Kupfer, Zinn und Silber in geringerem Umfang. Der Zechenbachstollen ist der einzige im Tal der Zwota, dessen Überreste noch vorhanden sind. Ab dem 17. Jahrhundert begann sich im Zuge der Eisenerzfunde im Tal der Zwota langsam eine Industrie zu entwickeln. Um den oberen und unteren Hammer siedelten sich Hammerarbeiter aus dem Erzgebirge und Böhmen an, außerdem Bergarbeiter und Holzfäller. Im 18. Jahrhundert führten protestantische Glaubensflüchtlinge aus Böhmen, sogenannte Exulanten, die im vorherigen Jahrhundert zugewandert waren, den Musikinstrumentenbau, u. a. den Geigenbau ein. Daraufhin entwickelte sich in den folgenden Jahren eine Industrie im gesamten Tal. Der Eingang des Zechenbachstollens war bis in unsere Zeit erkennbar, ist aber heute mit Geröll und Schiefersteinen verschüttet.
Zechenbach, das immer zu Zwota gehörte, unterstand um 1771 der Grundherrschaft des Waldguts Zwota. Zechenbach gehörte als Teil von Zwota bis 1856 zum kursächsischen bzw. königlich-sächsischen Amt Voigtsberg. Nach 1856 gehörte der Ort zum Gerichtsamt Klingenthal und ab 1875 zur Amtshauptmannschaft Auerbach. 1875 hatte Zechenbach 145 Einwohner.
Seit 1875 führt die Bahnstrecke Zwotental–Klingenthal zunächst ohne Halt durch den südlichen Teil von Zechenbach. Nachdem der Hauptort Zwota im Jahr 1880 einen Haltepunkt erhalten hatte, folgte der „Haltepunkt Zwota-Zechenbach“ im Jahr 1909.
Durch die zweite Kreisreform in der DDR kam die Gemeinde Zwota mit dem Gemeindeteil Zwota-Zechenbach im Jahr 1952 zum Kreis Klingenthal im Bezirk Chemnitz (1953 in Bezirk Karl-Marx-Stadt umbenannt), der 1990 als sächsischer Landkreis Klingenthal fortgeführt wurde und 1996 im Vogtlandkreis aufging. Im Jahr 2008 wurde Zechenbach als Gemeindeteil von Zwota gestrichen. Seit der Fusion der Gemeinde Zwota mit der Stadt Klingenthal am 1. Januar 2013 bildet Zwota mit Oberzwota und Zwota-Zechenbach einen Ortsteil im Sinne einer Ortschaft mit eigenem Ortschaftsrat.

## Bildung

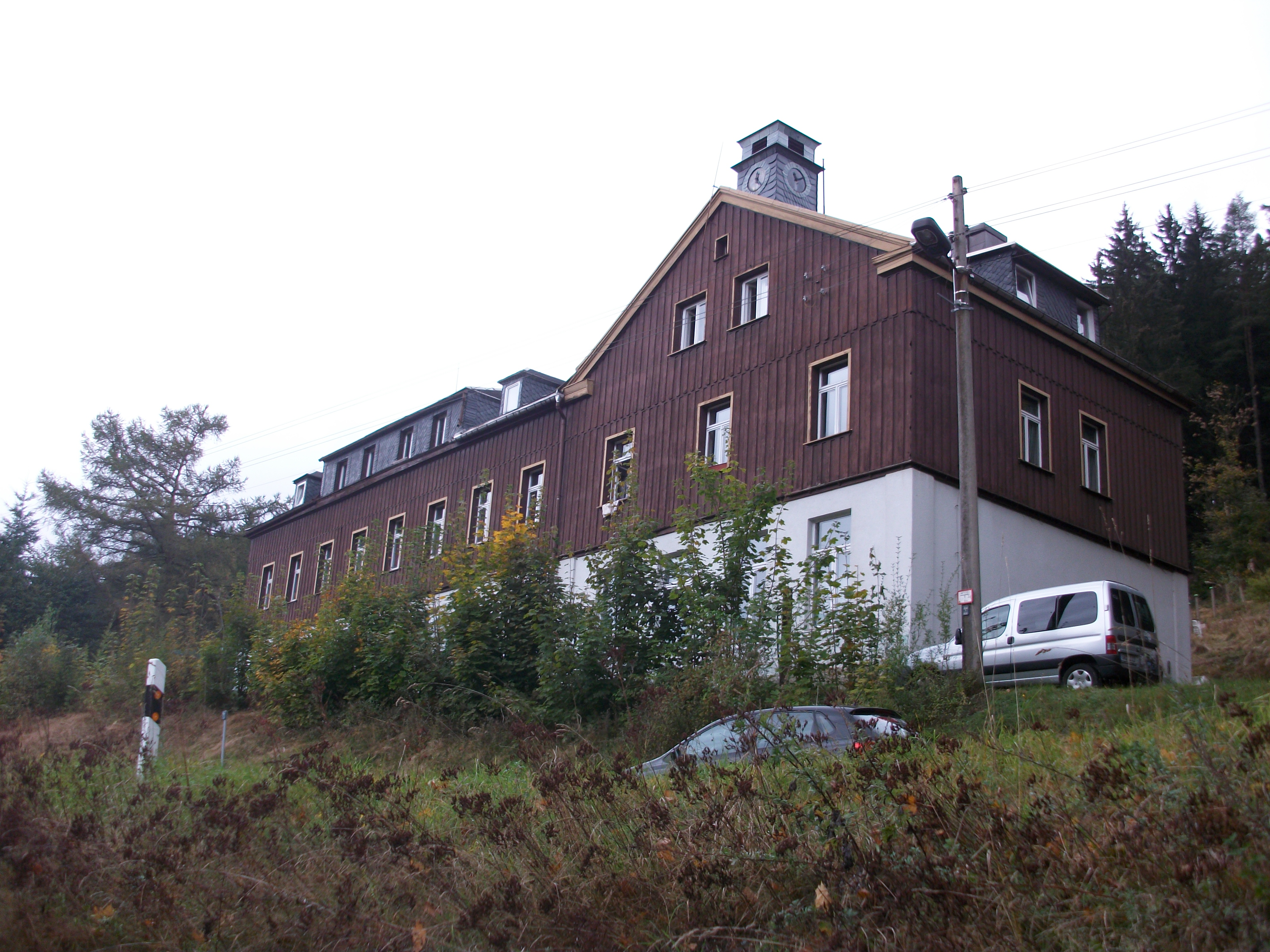
Zwota-Zechenbach, Schule

Um 1830 gab es in Zechenbach eine Wanderschule, also Schulunterricht an einzelnen Tagen durch einen Wanderlehrer. Am 13. Oktober 1879 wurde das erste Schulgebäude im Ort eingeweiht. Es ist somit älter als das erst 1890 eröffnete Schulhaus von Zwota. Während ein Lehrer im Jahr 1840 120 Kinder unterrichtete, führten um 1900 zwei Lehrer den Unterricht für 247 Schüler durch. 1925 erfolgte die Vereinigung der beiden Zwotaer Schulbezirke. Um- bzw. Anbauten erfolgten 1926, 1939 und 1991/92. Nachdem die Zwotaer Schule aufgrund gesunkener Schülerzahlen im Jahr 1993 geschlossen wurde, verblieb die Schule in Zwota-Zechenbach bis zu ihrer Schließung im Jahr 2000 die einzige Schule des Orts. In die Räume der Zwotaer Schule zog das Harmonikamuseum ein.

## Verkehr
Zwota-Zechenbach wird im Süden von der B 283 tangiert. An der Bahnstrecke Zwotental–Klingenthal, die von der Vogtlandbahn bedient wird, besteht der „Haltepunkt Zwota-Zechenbach“.
Der Ort ist zudem über die PlusBus-Linie 30 des Verkehrsverbunds Vogtland im Stundentakt mit Klingenthal, Bad Elster, Adorf und Markneukirchen verbunden.